# Fenestraja plutonia
Fenestraja plutonia is een vissensoort uit de familie van de Gurgesiellidae. De wetenschappelijke naam van de soort is voor het eerst geldig gepubliceerd in 1881 door Garman.